# Остання місія Пола В. Р.
Остання місія Пола В. Р. — французький фантастичний фільм 2020 року. Режисер Ромен Кіро; сценарист та Ромен Кіро та Антуан Жонен. Продюсери Давід Данесі і Хічам Ель Горфі. Прем'єра в Україні відбулася 26 серпня 2021 року.
Дебютна робота режисера та сценариста Ромена Кіро; 2015 року він зняв однойменну короткометражку — ідею якої розширив до повнометражного фільму. Джерелом натхнення для нього слугував «Той, хто біжить по лезу»; зйомки проходили у Парижі та Марокко. Декорації не будували — лише підлаштовували існуючі споруди. Космічну базу знімали в закинутому спортивному центрі 1930-х років; також у кадрі з'являються закинуті заправка та завод.

## Про фільм
Події розгортаються у невизначеному майбутньому. Червоний місяць непомірно експлуатується людьми для отримання енергії. Траекторія руху небесного тіла змінюється і це загрожує зіткненням з Землею та знищенням усього живого на планеті. Єдина надія на порятунок — таємничий Пол, найкращий астронавт свого покоління. Однак за декілька годин до старту рятувальної місії Пол зникає — з невідомих причин він категорично відмовляється від участі. Влада не розуміє та не схвалює такі дії, тож Пол вимушений переховуватися.

## Знімались
| Актор           | Роль                 |
| --------------- | -------------------- |
| Гуґо Беккер     | Пол В.Р.             |
| Жан Рено        | Генрі В.Р.           |
| Поль Гамі       | Еліотт В.Р.          |
| Філіпп Кетрін   | аніматор телебачення |
| Бруно Лоше      | Сезар                |
| Емілі Гавуа-Кан | Сімоне               |
| Жан-Люк Кушар   |                      |
| Франц Брюно     |                      |